# Вольный город Рига
Вольный город Рига (нем. Riga Freie stadt, латыш. Rīgas brīvpilsēta) — город-государство, существовавшее в Новое время, одно из германских государственных образований, возникших в средневековой Прибалтике в период кризиса Ливонской конфедерации в конце XVI века. Основным руководящим органом города в эти годы был Рижский рат. Город признал себя вассалом Речи Посполитой, однако ему удалось избегать прямой польско-литовской аннексии более 20 лет. 24 января 1582 года присоединён к Речи Посполитой, но долгое время после этого, в том числе и в Российской империи, Рига сохраняла особые привилегии, получившие название Рижская ландфогтия.

## История

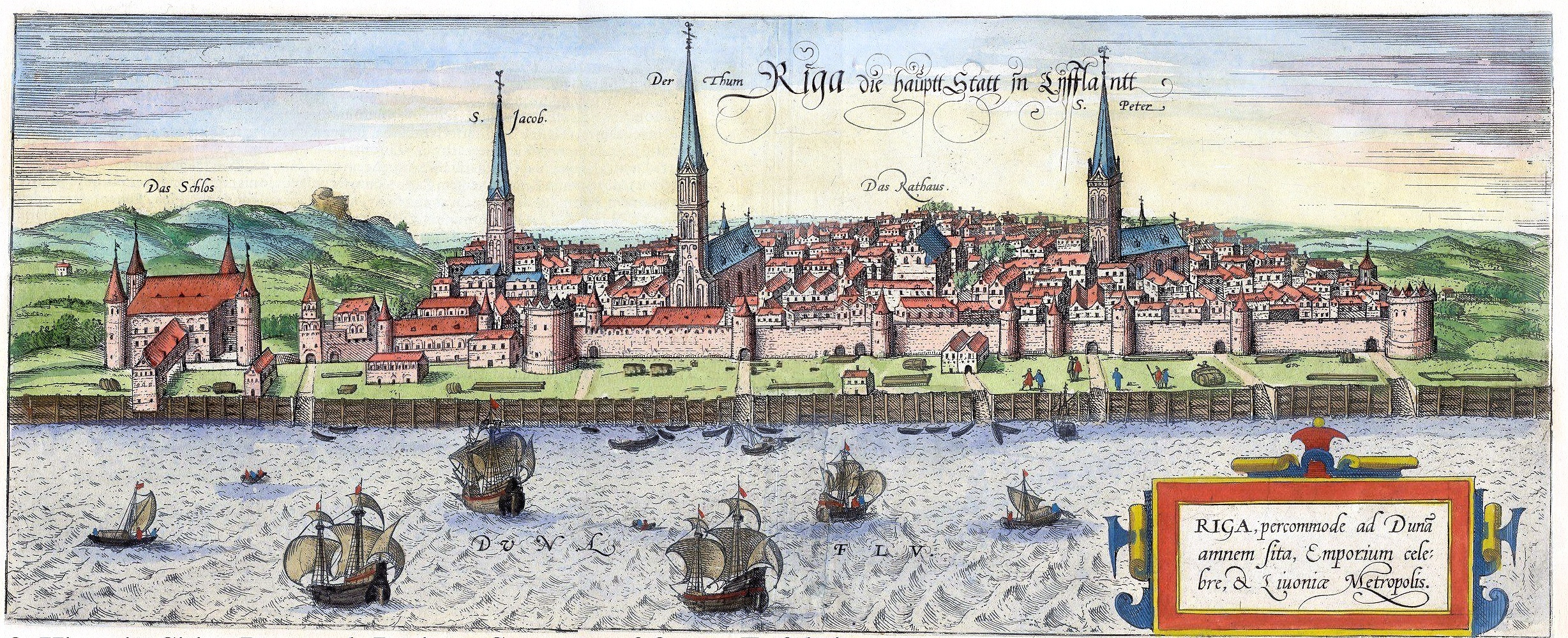
Панорама Свободного города Риги (1581 г., картина Г. Брауна и Ф. Гогенберга Civitates Orbis Terrarum)).

В результате польских завоеваний датские земли бывшей Курляндской епископии оказались в кольце польско-литовских владений, оказывавших на них значительное военное давление. Ливонский орден пал. Рижское архиепископство, центром которого долгие годы и была Рига, прекратило своё существование.
Ливония, какой она была раньше, более не могла существовать. Одним из исходов Ливонской войны стало появление на обломках былого оплота германских католиков в восточной Балтии новых государств-вассалов. Таких было три - Вольный город Рига, Герцогство Курляндия и Семигалия и Задвинское герцогство, так же называемое Ливонским.
Получение Ригой статуса вольного города было вопросом времени. В конфликтах средневековой Ливонии рижане редко принимали чью-либо сторону, и зачастую руководствовались исключительно своими интересами, таким образом, являясь не посредником в конфликтах между Папой Римским и Ливонским орденом, а третьей стороной, имеющей своё мнение. В результате Виленской Унии в 1561 году на карте Европы появляется город-государство Рига.
Нельзя сказать, что это было независимое образование. Город признавал себя вассалом Великого княжества Литовского, а затем Речи Посполитой. Город Рига не соглашался с условиями гродненской унии, по результату которой она должна была войти в состав Задвинского герцогства, и искал возможности для укрепления своей независимости.
7 июля 1567 года губернатор Задвинского герцогства Ян Ходкевич пытался покорить свободный город Ригу, но потерпел поражение в битве, в которой погибло около 30 литовцев. Из защитников города погибло примерно  15 или 16 «не-немецких» солдат.
После длительных переговоров с польским королем Стефаном Баторием в Дрогичине 14 января 1581 года был подписан Дрогичинский договор между городом Ригой и Речью Посполитой, который сохранил определенные привилегии для рижан, которые впоследствии назывались «Corpus Privilegiorum Stephanorum». Чтобы принести присягу на верность Риге, король Стефан Баторий прибыл в Рижский замок 12 марта 1582 года. Договор был подписан 7 апреля.
В начале 1580-х в городе окончательно утвердилось лютеранство. Поэтому подчинение города католической Польше в 1582 году вызвало долгие Календарные беспорядки 1583—1589 годов, когда Рижский рат по указу польского короля попытался ввести новый григорианский календарь, предложенный Римским папой Григорием XIII.

## Религия

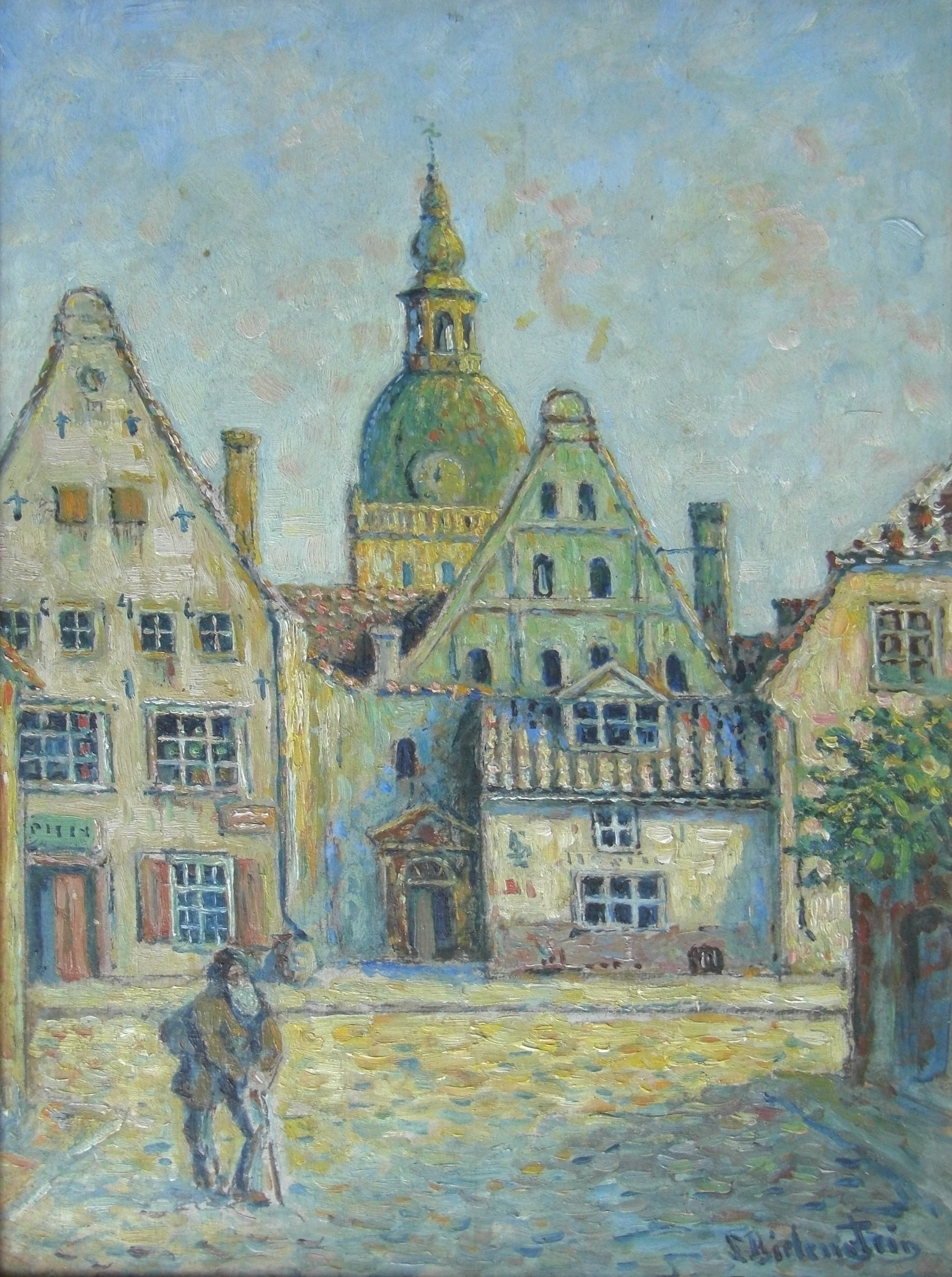
Три брата (Рига), картина Зигфрида Биленштейна. На фоне можно увидеть Домский собор.

В 1520-е годы Николаусом Раммом Библия была частично переведена на латышский язык. В 1539 году Рига вошла в состав протестантских городов. 
Ещё во времена рижского архиепископства многие католические церкви были отданы лютеранам. Рига, в которой жило много выходцев из тех регионов Германии, где протестантские идеи имели особое развитие, стала одним из первых городов в Европе где протестантство стало самой массовой религией среди горожан. Во времена существования Вольного города протестантизм все больше и больше вытеснял католицизм.
В XVI веке в Латвии также возникают кальвинистские общины.

## Территория и управление
Вольный город Рига, управляемый немецкоязычной ратушей, умело лавируя между интересами соперничающих государств, остался немецким анклавом в польско-литовском государстве. Город смог удержать под своим контролем и Рижский патримониальный округ общей площадью около 750 км², что было несколько меньше довоенной ландфогтии площадью около 1000 км². Вольный город продолжал чеканить собственную монету. На монетах было изображение герба города и надпись, которая подтверждала её принадлежность к городу Риге («CIVITATIS RIGENSIS»). Рижский серебряный дилер (Талер) содержал 4,5 рижских серебряных марки или 18 серебряных фердингов. В свою очередь, один фердинг содержала 9 серебряных шиллингов более низкого качества или 27 пфеннигов.